# Вейсс, Сома
Со́ма Вейсс (также встречается Вейс, венг. и англ. Soma Weiss; 1898, Бистрица, Австро-Венгрия, ныне  Румыния — 1942, США) — венгерско-американский врач.
Он изучал физиологию и биохимию в Будапеште. Сразу после окончания Первой мировой войны, он эмигрировал в США и в 1923 году квалифицировался в медицине. После начальной работы в Корнеллском университете, Вейсс перешёл в Медицинскую школу Гарварда и в 1939 г. стал главным врачом и профессором в Peter Bent Brigham Hospital. Он опубликовал более 200 научных статей, большинство связанных с сердечно-сосудистыми заболеваниями и фармакологией. Умер внезапно в 1942 году, в возрасте 43 лет, от разрыва аневризмы сосудов головного мозга.

## Достижения в области медицины
- Впервые описал синдром гиперчувствительности каротидного синуса.
- В 1925 году с Германом Блумгартом впервые выполнил введение радиоактивных изотопов в кровеносное русло.
- В 1929 году с Джорджем Мэллори описал синдром Маллори — Вейсса.